# Molophilus (Molophilus) hylandensis
Molophilus (Molophilus) hylandensis is een tweevleugelige uit de familie steltmuggen (Limoniidae). De soort komt voor in het Australaziatisch gebied.